# Émile Engel
Émile Engel (Colombes, Altos del Sena, 5 de abril de 1889-Maurupt-le-Montois, 10 de septiembre de 1914) fue un ciclista francés que tuvo una vida profesional muy corta, entre 1910 y 1914, debido a su prematura muerte. Su éxito deportivo más importante fue la victoria en una etapa en el Tour de Francia de 1914.
Engel fue movilizado como cabo del 72.º Regimiento de Infantería francés en la Primera Guerra Mundial y murió al recibir un disparo en el abdomen en una contraofensiva alrededor del pueblo de Maurupt-le-Montois.

## Palmarés
- 1910
  - Vencedor de una etapa en el Tour de Francia de los independientes
  - 3.º en la París-Tours
- 1911
  - Vencedor de una etapa en el Tour de Francia de los independientes
- 1912
  - 10.º en la París-Tours
- 1913
  - Vencedor de una etapa a la Vuelta en Bélgica
  - 8.º en la París-Tours
  - 10.º en el Tour de Francia
- 1914
  - Vencedor de una etapa en el Tour de Francia
  - 2.º en el Campeonato de Francia
  - 2.º en la París-Tours
  - 2.º en la París-Dirijan

## Resultados al Tour de Francia
- 1913. 10.º de la clasificación general
- 1914. 42.º de la clasificación general y vencedor de una etapa